# Dario Šimić
Dario Šimić [ˈdaːriɔ ˈʃiːmitɕ] (Zágráb, 1975. november 21. –) horvát válogatott labdarúgó.

## Pályafutása
Šimić a Dinamo Zagrebnél kezdte profi pályafutását 1992-ben. Itt hét szezonig játszott, ezalatt a klub öt bajnoki címet szerzett, Šimić pedig meghívást kapott a horvát válogatottba.
Részt vett az 1996-os Európa-bajnokságon, Horvátország 4 mérkőzéséből csak egyen lépett pályára, viszont az 1998-as világbajnokságon már a válogatott alapemberévé vált. A vb-n válogatottjával bronzérmes lett. Šimić hét mérkőzésből haton játszott, az utolsó mérkőzést két sárga lapja miatt kellett kihagynia.
A világbajnokságon való szereplése több nagy európai klub érdeklődését is felkeltette. 1999 januárjában az olasz Internazionale-hoz igazolt. Az itt eltöltött négy év alatt nem  volt soha állandó tag a kezdőcsapatban, így 2002-ben a városi rivális, az AC Milan játékosa lett, cserébe Ümit Davala az Interhez szerződött. 2008 augusztusában megvette a francia első osztályban szereplő AS Monaco.
Horvátország színeiben két csoportmérkőzésen játszott a 2002-es vb-n, a 2004-es Eb-n pedig mindhárom csoportmeccsen pályán volt. A horvát csapat mindkét kiírásban már az első körben kiesett. A 2006-os világbajnokságon mindhárom csoportmeccsen játszott, de a válogatott két döntetlennel és egy vereséggel búcsúzott. A második csoportmeccsen 2006. június 18-án Japán ellen játszotta 82. válogatott mérkőzését, ezzel megdöntötte Robert Jarni 81-szeres válogatottsági rekordját, és ő lett a legtöbbszörös horvát válogatott labdarúgó. Az utolsó csoportmeccsen Ausztrália ellen kiállították. Játszott továbbá a 2008-as Európa-bajnokságon, ahol Horvátország a negyeddöntőig jutott. Századik válogatott mérkőzését 2008. augusztus 20-án játszotta Szlovénia ellen Mariborban, így ő lett az első horvát játékos, aki száz mérkőzésen lépett pályára a válogatottban. A találkozón kezdő volt, és a csapat kapitánya is az első félidőben, majd a mérkőzésen debütáló Ivica Križanac váltotta. Horvátország 3–2-re nyert.

### Góljai a válogatottban
| #  | Dátum                | Helyszín                                  | Ellenfél  | Gól | Eredmény | Kiírás               |
| -- | -------------------- | ----------------------------------------- | --------- | --- | -------- | -------------------- |
| 1. | 1998. október 10.    | Nemzeti Stadion, Ta’ Qali, Málta          | Málta     | 1–1 | 1 – 4    | 2000-es Eb-selejtező |
| 2. | 2003. szeptember 10. | Baldvin király Stadion, Brüsszel, Belgium | Belgium   | 1–1 | 2 – 1    | 2004-es Eb-selejtező |
| 3. | 2006. március 1.     | St. Jakob-Park, Bázel, Svájc              | Argentína | 3–2 | 3 – 2    | barátságos mérkőzés  |

## Sikerei, díjai
GNK Dinamo Zagreb
- Horvát bajnok (5): 1992–93, 1995–96, 1996–97, 1997–98, 1998–99
- Horvát kupa (4): 1993–94, 1995–96 1996–97, 1997–98

AC Milan
- Olasz bajnok: 2003–04
- Olasz kupa: 2002–03
- Olasz Szuperkupa: 2004
- UEFA-bajnokok ligája: 2002–03, 2006–07
- UEFA-szuperkupa: 2003
- FIFA-klubvilágbajnokság: 2007

Válogatott
- Világbajnoki bronzérmes: 1998